# العلاقات الغامبية المدغشقرية
العلاقات الغامبية المدغشقرية هي العلاقات الثنائية التي تجمع بين غامبيا ومدغشقر.

## مقارنة بين البلدين
هذه مقارنة عامة ومرجعية للدولتين:
| وجه المقارنة                                              | غامبيا       | مدغشقر                      |
| --------------------------------------------------------- | ------------ | --------------------------- |
| المساحة (كم2)                                             | 11.30 ألف    | 587.04 ألف                  |
| عدد السكان (نسمة)                                         | 2.10 مليون   | 25.57 مليون                 |
| الكثافة السكانية (ن./كم²)                                 | 185.84       | 43.56                       |
| العاصمة                                                   | بانجول       | أنتاناناريفو                |
| اللغة الرسمية                                             | لغة إنجليزية | اللغة الملغاشية، لغة فرنسية |
| العملة                                                    | دالاسي غامبي | أرياري مدغشقري              |
| الناتج المحلي الإجمالي (بليون دولار)                      | 1.01 مليار   | 11.50 مليار                 |
| الناتج المحلي الإجمالي (تعادل القوة الشرائية) بليون دولار | 3.34 مليار   | 35.51 مليار                 |
| الناتج المحلي الإجمالي الاسمي للفرد دولار أمريكي          | 471          | 401                         |
| الناتج المحلي الإجمالي للفرد دولار أمريكي                 |              | 1.44 ألف                    |
| مؤشر التنمية البشرية                                      | 0.441        | 0.510                       |
| رمز المكالمات الدولي                                      | +220         | +261                        |
| رمز الإنترنت                                              | .gm          | .mg                         |
| المنطقة الزمنية                                           | 00           | ت ع م+03:00                 |

## منظمات دولية مشتركة
يشترك البلدان في عضوية مجموعة من المنظمات الدولية، منها:
| علم المنظمة | اسم المنظمة                                                | تاريخ انضمام غامبيا | تاريخ انضمام مدغشقر |
| ----------- | ---------------------------------------------------------- | ------------------- | ------------------- |
|             | البنك الإفريقي للتنمية                                     | ?                   | ?                   |
|             | منظمة الشرطة الجنائية الدولية                              | ?                   | ?                   |
|             | الاتحاد البريدي العالمي                                    | ?                   | ?                   |
|             | الاتحاد الأفريقي                                           | ?                   | ?                   |
|             | العملية المشتركة للاتحاد الأفريقي والأمم المتحدة في دارفور | ?                   | ?                   |
|             | منظمة التجارة العالمية                                     | ?                   | ?                   |
|             | مؤسسة التنمية الدولية                                      | 18 أكتوبر 1967      | 25 سبتمبر 1963      |
|             | مؤسسة التمويل الدولية                                      | 19 سبتمبر 1983      | 27 سبتمبر 1963      |
|             | منظمة حظر الأسلحة الكيميائية                               | ?                   | ?                   |
|             | الأمم المتحدة                                              | 21 سبتمبر 1965      | 20 سبتمبر 1960      |
|             | الاتحاد الدولي للاتصالات                                   | 27 مايو 1974        | 11 مايو 1961        |
|             | البنك الدولي للإنشاء والتعمير                              | 18 أكتوبر 1967      | 25 سبتمبر 1963      |
|             | مجموعة دول أفريقيا والكاريبي والمحيط الهادئ                | ?                   | ?                   |
|             | المركز الدولي لتسوية المنازعات الاستشارية                  | 26 يناير 1975       | 14 أكتوبر 1966      |
|             | وكالة ضمان الاستثمار متعدد الأطراف                         | 11 سبتمبر 1992      | 8 يونيو 1988        |
|             | يونسكو                                                     | 1 أغسطس 1973        | 10 نوفمبر 1960      |

## وصلات خارجية
- موقع وزارة الخارجية الغامبية